# Риза Їлдирим
Риза Їлдирим (тур. Rıza Yıldırım; нар. 6 травня 1987) — турецький борець вільного стилю, чемпіон Європи, чемпіон Середземноморських ігор.

## Біографія
Боротьбою почав займатися з 1998 року. У 2004 році став чемпіоном Європи серед кадетів. У 2005 повторив цей успіх, але вже на юніорському рівні, а також став бронзовим призером чемпіонату світу серед юніорів. У 2006 році став бронзовим призером континентальної та світової юніорських першостей. У 2007 знову став третім на чемпіонаті світу серед юніорів. Наступного року став срібним призером чемпіонату світу серед студентів.
Виступає за спортивний клуб «Bursa Büyükşehir Belediyesi» з міста Бурса. Є борцем у п'ятому поколінні.

## Спортивні результати на міжнародних змаганнях

### Виступи на Чемпіонатах світу
| Змагання                        | Збірна    | Вагова категорія          | Місце |
| ------------------------------- | --------- | ------------------------- | ----- |
| Чемпіонат світу з боротьби 2013 | Туреччина | вільна боротьба, до 96 кг | 19    |
| Чемпіонат світу з боротьби 2017 | Туреччина | вільна боротьба, до 97 кг | 19    |

### Виступи на Чемпіонатах Європи
| Змагання                         | Збірна    | Вагова категорія          | Місце  |
| -------------------------------- | --------- | ------------------------- | ------ |
| Чемпіонат Європи з боротьби 2014 | Туреччина | вільна боротьба, до 97 кг | 15     |
| Чемпіонат Європи з боротьби 2017 | Туреччина | вільна боротьба, до 97 кг | Золото |
| Чемпіонат Європи з боротьби 2018 | Туреччина | вільна боротьба, до 97 кг | 9      |

### Виступи на Кубках світу
| Змагання                    | Збірна    | Вагова категорія           | Місце |
| --------------------------- | --------- | -------------------------- | ----- |
| Кубок світу з боротьби 2012 | Туреччина | вільна боротьба, до 120 кг | 9     |
| Кубок світу з боротьби 2017 | Туреччина | вільна боротьба, до 125 кг | 4     |

### Виступи на Середземноморських іграх
| Змагання                    | Збірна    | Вагова категорія          | Місце  |
| --------------------------- | --------- | ------------------------- | ------ |
| Середземноморські ігри 2013 | Туреччина | вільна боротьба, до 96 кг | Золото |

### Виступи на інших змаганнях
| Змагання                                        | Збірна    | Вагова категорія           | Місце  |
| ----------------------------------------------- | --------- | -------------------------- | ------ |
| Турнір Дана Колова — Николи Петрова 2007        | Туреччина | вільна боротьба, до 96 кг  | 10     |
| Чемпіонат світу з боротьби серед студентів 2008 | Туреччина | вільна боротьба, до 120 кг | Срібло |
| Чемпіонат світу з боротьби серед студентів 2010 | Туреччина | вільна боротьба, до 120 кг | 5      |
| Кубок Тахті 2011                                | Туреччина | вільна боротьба, до 96 кг  | 5      |
| Турнір Алі Алієва 2011                          | Туреччина | вільна боротьба, до 96 кг  | 5      |
| Турнір Г. Картозія і В. Балавадзе 2011          | Туреччина | вільна боротьба, до 96 кг  | 5      |
| Золотий Гран-прі з боротьби 2011 (Баку)         | Туреччина | вільна боротьба, до 96 кг  | 8      |
| Меморіал Вацлава Циолковського 2011             | Туреччина | вільна боротьба, до 96 кг  | 14     |
| Турнір Яшара Догу 2012                          | Туреччина | вільна боротьба, до 96 кг  | 9      |
| Турнір Яшара Догу 2013                          | Туреччина | вільна боротьба, до 96 кг  | 18     |
| Турнір Алі Алієва 2013                          | Туреччина | вільна боротьба, до 96 кг  | 15     |
| Меморіал Вацлава Циолковського 2013             | Туреччина | вільна боротьба, до 96 кг  | 8      |
| Турнір Яшара Догу 2014                          | Туреччина | вільна боротьба, до 97 кг  | 7      |
| Турнір Дана Колова — Николи Петрова 2014        | Туреччина | вільна боротьба, до 97 кг  | Срібло |
| Турнір Олександра Медведя 2014                  | Туреччина | вільна боротьба, до 97 кг  | Золото |
| Турнір Яшара Догу 2015                          | Туреччина | вільна боротьба, до 97 кг  | 5      |
| Меморіал Вацлава Циолковського 2015             | Туреччина | вільна боротьба, до 97 кг  | 18     |
| Турнір Яшара Догу 2016                          | Туреччина | вільна боротьба, до 97 кг  | 7      |
| Турнір Олександра Медведя 2016                  | Туреччина | вільна боротьба, до 97 кг  | 15     |
| Турнір міста Сассарі 2016                       | Туреччина | вільна боротьба, до 97 кг  | Срібло |
| Меморіал Вацлава Циолковського 2016             | Туреччина | вільна боротьба, до 97 кг  | 11     |
| Турнір Яшара Догу 2017                          | Туреччина | вільна боротьба, до 97 кг  | Срібло |
| Турнір Дана Колова — Николи Петрова 2017        | Туреччина | вільна боротьба, до 97 кг  | Золото |
| Кубок Тахті 2018                                | Туреччина | вільна боротьба, до 97 кг  | Срібло |
| Турнір Дана Колова — Николи Петрова 2018        | Туреччина | вільна боротьба, до 97 кг  | Срібло |
| Турнір Яшара Догу 2018                          | Туреччина | вільна боротьба, до 97 кг  | 5      |
| Турнір Олександра Медведя 2018                  | Туреччина | вільна боротьба, до 97 кг  | 14     |
| Турнір Яшара Догу 2019                          | Туреччина | вільна боротьба, до 97 кг  | 8      |

### Виступи на змаганнях молодших вікових груп
| Змагання                                       | Збірна    | Вагова категорія          | Місце  |
| ---------------------------------------------- | --------- | ------------------------- | ------ |
| Чемпіонат Європи з боротьби серед кадетів 2004 | Туреччина | вільна боротьба, до 85 кг | Золото |
| Чемпіонат світу з боротьби серед юніорів 2005  | Туреччина | вільна боротьба, до 96 кг | Срібло |
| Чемпіонат Європи з боротьби серед юніорів 2005 | Туреччина | вільна боротьба, до 96 кг | Золото |
| Чемпіонат Європи з боротьби серед юніорів 2006 | Туреччина | вільна боротьба, до 96 кг | Бронза |
| Чемпіонат світу з боротьби серед юніорів 2006  | Туреччина | вільна боротьба, до 96 кг | Бронза |
| Чемпіонат світу з боротьби серед юніорів 2007  | Туреччина | вільна боротьба, до 96 кг | Бронза |